# Франц Конрад фон Щадион и Танхаузен
Франц Конрад фон Щадион и Танхаузен (на немски: Franz Konrad von Stadion und Thannhausen; * 29 август 1679, Арнщайн; † 6 март 1757, Бамберг) от стария благороднически род фон Щадион-Танхаузен, е имперски фрайхер, от 1686 г. имперски граф и княжески епископ на Бамберг (1753 – 1757).

## Живот
Той е син на имперски граф Йохан Филип I фон Щадион (1652 – 1742) и първата му съпруга Анна Мария Ева Фауст фон Щромберг (1661 – 1683), дъщеря на Франц Ернст Фауст фон Щромберг и Мария Сузана Котвитц фон Ауленбах. Чичо е на Филип Франц Вилдерих Непомук фон Валдердорф (1739 – 1810), последният княжески епископ на Шпайер (1797 – 1802/1810).
Франц Конрад е от 1695 г. в катедралния манастир в Бамберг. След следването му в Рим и Ангерс той е от 1709 г. пратеник на Курфюрство Майнц в бранденбург-пруския и в саксонския двор. От 1719 г. той е и във вюрцбургския катедрален капител, където от 1727 г. е домпропст и през 1747 г. създава „Домхеренхоф Щадион“ („Мармелщайнер хоф“).
След смъртта на бамбергския княжески епископ Йохан Филип Антон фон и цу Франкенщайн бамбергския катедрален капител го избира във втория изборен процес на 23 юли 1753 г. за негов наследник. Папа Бенедикт XIV го одобрява на 26 септември същата година. Франц Конрад умира след четири години през март 1757 г. и е погребан в катедралата на Бамберг. Неговият гробен камък се намира в църквата „Св. Михаел“ в Бамберг.